# Choeromorpha flavolineata
Choeromorpha flavolineata är en skalbaggsart som beskrevs av Stefan von Breuning 1939. Choeromorpha flavolineata ingår i släktet Choeromorpha och familjen långhorningar.
Artens utbredningsområde är Sulawesi. Inga underarter finns listade i Catalogue of Life.